# Пиедруйская волость
Пиедруйская волость (латыш. Piedrujas pagasts) — одна из 26 территориальных единиц Краславского края Латвии. Граничит с Каплавской, Калниешской и Индрской волостями своего края, а также Верхнедвинским районом Витебской области Белоруссии. Административным центром волости является село Пиедруя.